# 대지중학교
대지중학교(大地中學校)는 대한민국 경기도 용인시 수지구 죽전동에 있는 공립 중학교이다.

## 학교 연혁
- 1998년 11월 4일 : 대지중학교 설립인가
- 1998년 11월 5일 : 초대 김성규 교장 취임
- 1998년 11월 30일 : 교사 신축, 3층 준공
- 1998년 12월 1일 : 개교(118명 전입학)
- 1999년 3월 1일 : 입학식(8개 학급)
- 2001년 9월 30일 : 5층 교사 완공
- 2019년 3월 1일 : 신규혁신학교 지정
- 2022년 3월 1일 : 제9대 신난숙 교장 취임
- 2024년 1월 12일 : 제25회 184명 졸업(총 5,293명 졸업)
- 2024년 3월 4일 : 신입생 142명 입학(5학급)

## 참고 자료
- 대지중학교 - 한국교육학술정보원 학교알리미